# Nazionale maschile di calcio del Belize
La nazionale di calcio del Belize è la rappresentativa calcistica nazionale dell'omonimo paese centroamericano, posta sotto l'egida della Football Federation of Belize ed affiliata alla CONCACAF.
Non ha mai raggiunto la qualificazione per nessuna edizione dei Mondiali di calcio; nel 2013 partecipa per la prima volta nella sua storia alla Gold Cup.
Occupa il 170º posto del ranking FIFA.

## Sommario
Legenda: Grassetto: Risultato migliore, Corsivo: Mancate partecipazioni

## Rosa attuale
Lista dei giocatori convocati per le sfide contro Haiti e Turks e Caicos, valevoli per le qualificazioni al campionato mondiale di calcio 2022.
Presenze, reti e numerazione aggiornate al 20 marzo 2021.
|  | P | Woodrow West      | 19 settembre 1985 | 40 | -? | Verdes FC               |  |  |
|  | P | Eithon Wagner     |                   | 0  | 0  | Police United FC        |  |  |
|  | P | Isaac Castillo    |                   | 0  | 0  | Capital United FC       |  |  |
|  |   |                   |                   |    |    |                         |  |  |
|  | D | Ian Gaynair       | 26 febbraio 1986  | 54 | 2  | Belmopan Bandits        |  |  |
|  | D | Evral Trapp       | 22 gennaio 1987   | 34 | 0  | Verdes FC               |  |  |
|  | D | Norman Anderson   | 25 gennaio 1997   | 6  | 0  | Verdes FC               |  |  |
|  | D | Mike Atkinson     | 2 dicembre 1994   | 5  | 0  | North Leigh             |  |  |
|  | D | Collin Westby     | 19 febbraio 1995  | 2  | 0  | Verdes FC               |  |  |
|  | D | Asrel Sutherland  | 8 marzo 1993      | 1  | 0  | San Pedro Pirates FC    |  |  |
|  | D | Deshawon Nembhard | 8 ottobre 1994    | 0  | 0  | Charleston Battery      |  |  |
|  | D | José Urbina       |                   | 0  | 0  | Altitude FC             |  |  |
|  |   |                   |                   |    |    |                         |  |  |
|  | C | Andrés Makin      | 11 aprile 1992    | 24 | 0  | Belmopan Bandits        |  |  |
|  | C | Nana Mensah       | 19 gennaio 1989   | 16 | 0  | Michigan Stars FC       |  |  |
|  | C | Jordy Polanco     | 8 giugno 1996     | 12 | 0  | Verdes FC               |  |  |
|  | C | Nahjib Guerra     | 18 agosto 1994    | 9  | 0  | Belmopan Bandits        |  |  |
|  | C | Carlos Bernárdez  | 28 dicembre 1992  | 4  | 0  | Platense                |  |  |
|  | C | Ean Lewis         | 25 febbraio 1991  | 3  | 1  | Belize Defence Force FC |  |  |
|  | C | Johny El Zein     | 24 marzo 1992     | 0  | 0  | Aris Limassol           |  |  |
|  | C | Angelo Cappello   | 27 gennaio 2002   | 0  | 0  | Sheffield United U-23   |  |  |
|  | C | Jesse August      |                   | 0  | 0  | Altitude FC             |  |  |
|  |   |                   |                   |    |    |                         |  |  |
|  | A | Deon McCaulay     | 20 settembre 1987 | 53 | 26 | Georgia Revolution      |  |  |
|  | A | Krisean Lopez     | 2 novembre 1998   | 10 | 3  | Verdes FC               |  |  |
|  | A | Desmond Wade      | 31 agosto 1997    | 0  | 0  | Belize Defence Force FC |  |  |

## Tutte le rose

### Gold Cup
CONCACAF Gold Cup 20131 West, 2 Trapp, 3 Lennen, 5 Velasquez, 6 Mariano, 7 Gaynair, 8 Smith, 9 McCaulay, 10 Róchez, 11 Salazar, 12 Gilharry, 13 Eiley, 14 A. Makin, 16 A. Torres, 18 Trapp, 20 Jiménez, 22 López, 23 Pandy, 24 Castillo, 25 D. Makin, 27 Moody-Orio, 28 Tasher, 30 L. Torres, CT: Mork